# Broye-les-Loups-et-Verfontaine
 Broye-les-Loups-et-Verfontaine  es una comuna y población de Francia, en la región de Franco Condado, departamento de Alto Saona, en el distrito de Vesoul y cantón de Autrey-lès-Gray.
Su población en el censo de 1999 era de 83 habitantes.
Está integrada en la Communauté de communes des Quatre-Vallées .

## Demografía
| 132 | 112 | 101 | 68 | 72 | 83 |
| Para los censos de 1962 a 1999 la población legal corresponde a la población sin duplicidades (Fuente: INSEE [Consultar]) |     |     |    |    |    |